# The Horde
The Horde ist ein Strategiespiel, das im Jahr 1994 für den 3DO erschienen ist. Das Spiel wurde auch für MS-DOS und den Sega Saturn veröffentlicht. Der Soundtrack des Spiels stammte von Burke Trieschmann und wurde 1994 mit einem Computer Gaming Worlds Premiere Award for Best Musical Score ausgezeichnet. Die Handlung des Spiels wird mit FMV-Szenen erzählt, die MS-DOS-Disketten-Version erzählt die Geschichte nur in Bildern weiter.

## Handlung

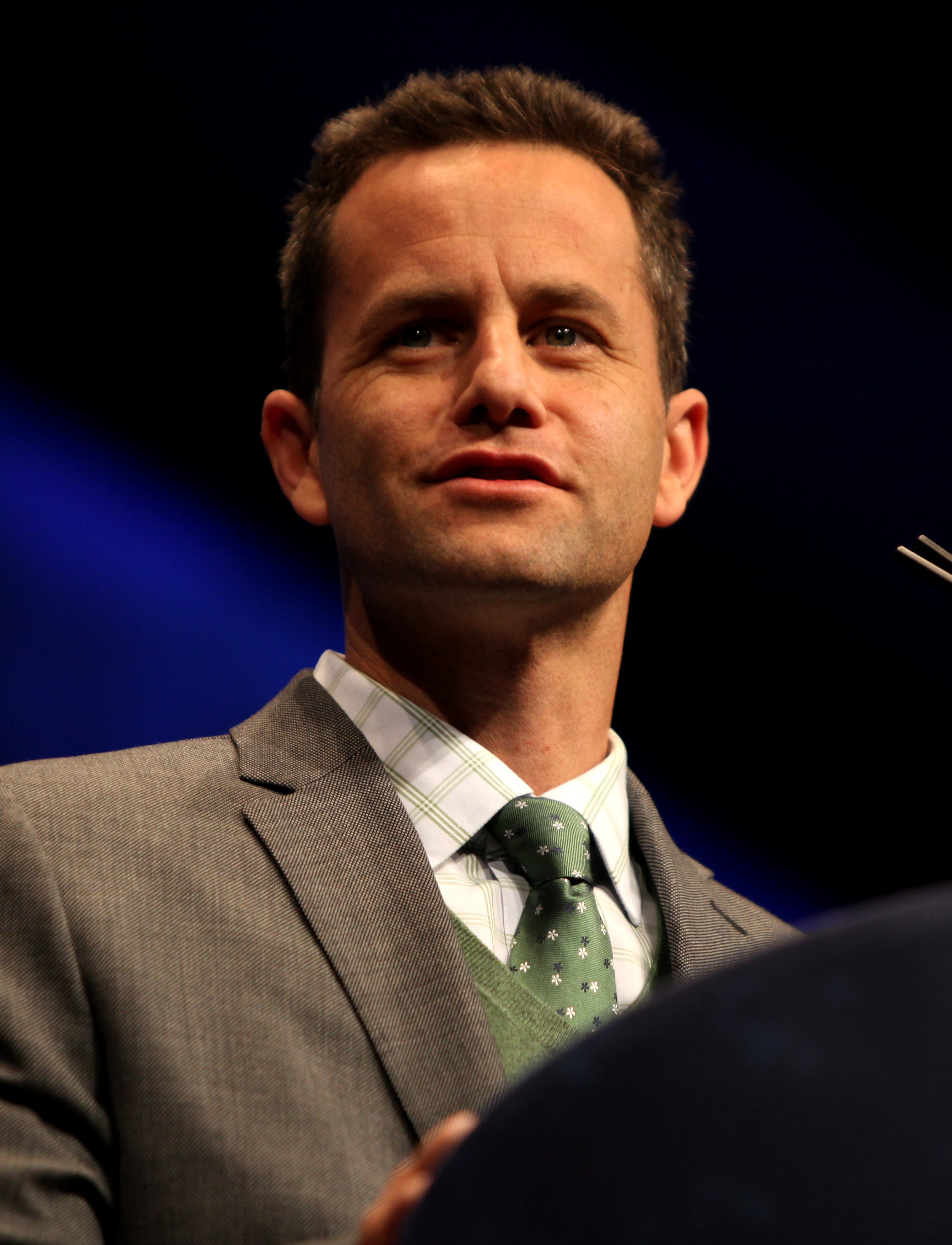
Kirk Cameron übernahm die Rolle von Sir Chauncey.

Chauncey ist ein Vollwaise der von gutmütigen Kühen großgezogen wurde und nun als Diener für König Winthrop arbeitet. Während eines Festmahls droht der König an seinem Mahl zu ersticken und Chauncey rettet ihm mit einem Heimlich-Handgriff das Leben. Aus lauter Dankbarkeit hierüber wird er zum Ritter und Verteidiger der königlichen Ländereien ernannt. Er soll mit dem Schwert des Königs den Hordlings den Garaus ausmachen, die das Königreich in Angst und Schrecken versetzen. Dieser Ritter passt dem bösartigen Kanzler Kronus Maelor nicht ins Konzept, der den König schon seit langer Zeit manipuliert.

## Spielprinzip
Der Spieler übernimmt die Steuerung von Sir Chauncey, der im ersten Schritt die Dörfer mit Kühen, Waffen und Kämpfern ausstatten muss. Hierbei gibt es auch Sidequests, die es dem Spieler ermöglichen, neues Geld zu erhalten. Im zweiten Schritt muss sich Sir Chauncey den Hordlings stellen und sie vernichten. Hierbei bewegt sich Chauncey durch die Gegend und tötet die Angreifer zusammen mit seinen Kämpfern, wobei seine Kämpfer auf ihrem angestammten Platz bleiben. Die roten Horlings versuchen die Häuser des jeweiligen Dorfes zu zerstören und deren Bewohner zu fressen. Gelingt es Chauncey die Angreifer abzuwehren, darf er weitermachen – gelingt es ihm nicht, wird er vom Kanzler des Königs bestraft und das Spiel ist verloren.
Nach vier Jahreszeiten muss Sir Chauncey Steuern an den Kanzler bezahlen, sollte er diese nicht bezahlen können, wird er ebenfalls vom Kanzler bestraft. Außerdem erhält der Spieler die Möglichkeit, neue Waffen und Kämpfer in einem Shop einzukaufen.

## Charaktere
Sir Chauncey dargestellt von Kirk Cameron: Sir Chauncey ist ein Vollwaise der von gutmütigen Kühen großgezogen wurde. Er arbeitet ursprünglich als Diener für den König und wird später in den Ritterstand erhoben. Er ist ein ungeschickter Mensch, der vor allem durch viel Glück mehreren Anschlägen des Kanzlers entkommen kann.
König Winthrop dargestellt von Michael McCarty: Er ist eigentlich ein guter Charakter, der Sir Chauncey sehr schätzt und ihn nicht verlieren möchte. Allerdings wird von seinem bösen Kanzler so sehr beeinflusst, dass Sir Chauncey mehrere Nachteile entstehen. Er unterstützt trotzdem Chauncey mit Geldgeschenken oder mit einer Steuerbefreiung. Er ist der Herrscher des Königreichs Franzpowanki.
Kanzler Kronus Maelor dargestellt von Michael Gregory: Der böse Kanzler Kronus Maelor ist an Geld und Macht interessiert. Er liebt es. Menschen zu quälen und versucht Sir Chauncey mit der Hilfe der Hordlings und einigen Mordanschlägen aus dem Weg zu räumen. Wenn diese nicht gelingen macht er Chauncey durch die Erhöhung der Steuern aus fadenscheinigen Gründen das Leben schwer.
FNN Newscaster dargestellt von Henry Crowell Jr.: Er ist der Nachrichtensprecher des Königreiches. Er berichtet über aktuelle Sportergebnisse oder über verschwundene Steuerbeamte, was dazu führen kann, dass keine Steuern eingezogen werden. Daneben arbeitet er auch als Herold und als Lieblingsopfer des Kanzlers.
Die Hordlings: Sie versuchen die Dörfer des Königs zu zerstören und zeichnen sich durch ihre rote Hautfarbe und durch scharfe Klauen aus. Es gibt die unterschiedlichsten Formen der Hordlings, die als Gegner auftauchen.

## Hintergrundinformationen
Die FMV-Szenen entstanden unter der Regie von MacKenzie Waggaman und Robert Weaver. Die Karte des fiktiven Königreiches Franzpowanki wurde von Iain McCaig gezeichnet. Das japanische Spielemagazin Famitsu vergab der 3DO-Version des Spiels 30 von 40 möglichen Punkten.